# Sarah Menezes
Sarah Gabrielle Cabral de Menezes (ur. 26 marca 1990) – brazylijska judoczka, mistrzyni olimpijska, trzykrotna brązowa medalistka mistrzostw świata. 
Największym sukcesem zawodniczki jest złoty medal igrzysk olimpijskich z 2012 roku. Ma ona także na swoim koncie brązowe medale mistrzostw świata zdobyte w Tokio w 2010, w Paryżu w 2011 oraz Rio de Janeiro w 2013 w kategorii do 48 kg. W 2010 wygrała w San Salvador mistrzostwo igrzysk panamerykańskich.
Startowała też na Igrzyskach Olimpijskich w Pekinie (2008).